# 후지타니 다쿠미
후지타니 다쿠미(일본어: 藤谷 匠, 1995년 12월 6일~)는 일본의 축구 선수이다.

## 구단 경력
그는 2018년 J2리그의 FC 기후에 입단했다. 2019년후 J3리그에 강등했다. 2023년까지 111경기에 출전하여, 2득점을 넣었다. 2024년 J2리그의 도치기 SC로 이적했다. 2025년 J3리그의 후쿠시마 유나이티드 FC로 이적했다.